# Alberto Santamaría
Alberto Santamaría Fernández (Torrelavega, Cantabria, 7 de enero de 1976) es un poeta y filósofo español en lengua castellana. Es doctor en Filosofía por la Universidad de Salamanca. Actualmente es Catedrático en el Departamento de Historia del arte / Bellas Artes en la Facultad de Bellas Artes de la Universidad de Salamanca. Su obra abarca desde la poesía hasta el ensayo, en el que cruza la estética y la política.

## Trabajo
Como analista crítico de la cultura contemporánea, Santamaría dedica parte de su trabajo ensayístico a remarcar los nexos que existen entre la cultura y las actividades políticas y económicas cotidianas.

## Obra

### Ensayos
- El idilio americano. Ensayos sobre la estética de lo sublime. Salamanca: Universidad de Salamanca. 2005. ISBN 978-84-7800-510-9.
- El poema envenenado. Tentativas sobre estética y poética. Valencia: Pre-Textos. 2008. ISBN 978-84-8191889-2.
- El arte de la carroña. Una arqueología estética del asco. Real Sociedad Menéndez Pelayo. 2011. ISBN 978-84-936065-6-5.
- La vida me sienta mal. Argumentos a favor del arte romántico previos a su triunfo. Santander: El desvelo. 2015. ISBN 978-84-942688-9-2.
- Si fuese posible montar en una bruja. El Desvelo. Santander, 2016.
- Arte (es) propaganda. Capitán Swing, 2016
- Paradojas de lo cool. La Vorágine, 2016.
- Narración o barbarie. Fragmentos para una lógica de la confusión en tiempos de orden. Vitoria-Gasteiz: Sans Soleil. 2017. ISBN 978-84-946119-5-7.
- En los límites de lo posible. Política, cultura y capitalismo afectivo. Barcelona: Akal. 2018. ISBN 978-84-460-4571-7.
- Alta cultura descafeinada. Situacionismo low cost y otras escenas del arte en el cambio de siglo. Madrid: Siglo XXI. 2019. ISBN 978-84-323-1939-6.
- Políticas de lo sensible. Líneas románticas y crítica cultural. Barcelona: Akal. 2020. ISBN 978-84-460-4912-8.
- Un lugar sin límites. Música, nihilismo y políticas del desastre en tiempos del amanecer neoliberal. Barcelona: Akal. 2022. ISBN 978-84-460-5168-8.
- Lukács y los fantasmas. Barcelona: Sylone. 2023. ISBN 978-84-1266031-9.

### Poesía
- El orden del mundo: cuaderno de Budapest. Sevilla: Renacimiento. 2003. ISBN 978-84-8472-139-0.
- El hombre que salió de la tarta. (DVD, 2004).
- Notas de verano sobre ficciones del invierno. Madrid: Visor. 2005. ISBN 978-84-7522-582-1.
- Los poemas del otro. Salamcna: El zurguén. 2005. ISBN 978-84-932679-5-7.
- Su casa es suya. Logroño: 4 de agosto. 2007. ISBN 978-84-96686-30-4.
- El poema envenenado. Valencia: Pre-textos. 2008. ISBN 978-84-8191-889-2.
- Pequeños círculos. Barcelona: DVD. 2009. ISBN 978-84-96238-84-8.
- Pequeños círculos. (DVD, 2009).
- Interior metafísico con galletas. Almería: El Gaviero. 2012. ISBN 978-84-15048-08-4.
- Los poemas añadidos. León: Edilesa. 2013. ISBN 978-92-0-053715-8.
- Yo, chatarra, etcétera. Almería: El Gaviero. 2015. ISBN 978-84-15048-28-2.
- El huésped esperado. Poesía reunida 2004-2016. Madrid: La bella Varsovia. 2016. ISBN 978-84-945007-0-1.
- Lo superfluo y otros poemas. Madrid: La bella Varsovia. 2020. ISBN 978-84-120904-4-4.

## Premios
- III Premio Radio 3 de Poesía Joven.
- III Premio Vicente Núñez de poesía por Notas de verano sobre ficciones de invierno (2005).[3]
- XXXV Premio de Poesía Ciudad de Burgos (2009).[4]
- Premio Internacional de Crítica Literaria Amado Alonso (2018)[1]